# 野村裕美
野村 裕美（のむら ゆみ、1970年3月8日 - ）は、日本でタレント活動をしていた女優。野村 ゆみ名義やのむら ゆみ名義でも活動していた。本名は竹田 裕美（たけだ ゆみ）。活動当時は太田プロダクションに所属していた。
夫は俳優で脚本家の水上竜士。同じく女優の森下愛子は従姉にあたる。

## 出演

### CM
- 資生堂 エクボ堂（1989年）
- 平和島クアハウス（1989年）
- 日通ペリカン便（1989年）
- ロート製薬 パンシロン液（1989年）
- スリーエフ（1989年）
- 味の素食品 クノールカップスープ（1989年）
- ナガサキヤ ぐみ＆ぐみ（1990年）
- 花王 8×4ボディシャンプー（1991年）
- 森永製菓 ハイチュウ（1992年）
- 黄桜 呑
- JRA北海道
- マスターカード「帰省」篇
- J-PHONE「喜び」篇
- ブリヂストン
- 進研ゼミ中学講座
- アサヒスーパードライ
- ソニー損保
- セガサミー

### 広告
- スズキアルト
- 足利銀行ポスター
- 花王エッセンシャル
- TBC
- ダイダン
- 北陸銀行ポスター

### テレビドラマ
- CHEAP LOVERS（1990年、フジテレビ）
- 朝比奈周平ミステリー 第2作（1991年、日本テレビ）
- 次男次女ひとりっ子物語（1991年、TBS）
- さよならをもう一度（1992年、フジテレビ） - レギュラー出演[1]
- 水着でKISS ME（1992年、テレビ東京）
- 悪魔の手毬唄（1993年、フジテレビ）
- 真夜中を駆けぬける 第4話（1993年、朝日放送）
- 金曜ドラマシアター ざけんなョ!! 6（1994年、フジテレビ）
- 29歳のクリスマス 第5話（1994年、フジテレビ）
- 多摩湖畔殺人事件（1995年、フジテレビ）
- 金曜エンタテイメント 八つ墓村（1995年、フジテレビ）
- 風の刑事・東京発! 第11話（1995年、テレビ朝日）
- BLACK OUT（テレビ朝日）
- 女怪（1996年、フジテレビ）
- 終着駅シリーズ 6「人間の十字架」（1996年、テレビ朝日）
- 金曜エンタテイメント 悪魔が来りて笛を吹く（1996年、フジテレビ）
- 金曜エンタテイメント 英二ふたたび（1997年、フジテレビ）
- 月曜ドラマスペシャル ブライダルコーディネーターの事件簿 1（1997年、TBS）
- シングルス 第1話（1997年、関西テレビ）
- 金のたまご（1997年、TBS）
- 甘い結婚（1998年、フジテレビ）
- ラブ・アゲイン 第2話（1998年、TBS）
- 金曜エンタテイメント 信濃のコロンボ（1998年 - 2000年、フジテレビ）
- 世にも奇妙な物語 秋の特別編（1998年、フジテレビ） - 愛人 役
- 走れ公務員! 第3話（1998年、フジテレビ）
- 兄弟 〜兄さん、お願いだから死んでくれ〜（1999年、テレビ朝日）
- OUT〜妻たちの犯罪〜 第4話・第5話・第9話（1999年、フジテレビ）
- 天使が消えた街 第7話（2000年、日本テレビ）
- 催眠 第1話・第2話（2000年、TBS）
- サラリーマン刑事 3（2000年、フジテレビ）
- 土曜ワイド劇場 殺意の涯て（2000年、テレビ朝日）
- 女子アナ。 第4話（2001年、フジテレビ）
- 金曜エンタテイメント ピッキングトリオの事件簿（2001年、フジテレビ）
- 警視庁・樋口警部補 朱夏（2003年、テレビ東京）
- 白い巨塔（2003年 - 2004年、フジテレビ） - 特別篇とアンコール企画にも出演。
- 金曜エンタテイメント 結婚相談員 末永卯月の推理案内状 地獄の花嫁 4（2003年、フジテレビ）
- 八丁堀の七人 第5シリーズ 第2話（2004年、テレビ朝日）
- 霊感バスガイド事件簿（2004年、テレビ朝日）
- 財務捜査官 雨宮瑠璃子 1（2004年、TBS）
- 八丁堀の七人 第6シリーズ 第1話（2005年、テレビ朝日）
- クロサギ 第1話（2006年、TBS）
- ですよねぇ。（2006年、TBS）
- ドラマW マエストロ（2006年、WOWOW）
- みるく色の月
- 風に吹かれて

### 映画
- 虹の岬（1999年）
- DEAD OR ALIVE 犯罪者（1999年）
- ポチの告白（2005年製作/2009年公開）
- 映画 クロサギ（2008年）

### オリジナルビデオ
- 真・仮面ライダー 序章（1992年） - 明日香愛 役
- 鍵師カチリ（1998年）[3]

### 雑誌
- anan   装苑　 non-no  MORE  mc Sister  Junie
- スコラ　プレイボーイ　ヤングマガジン　ヤングジャンプ

## 作品

### オムニバスビデオ
- 超美少女デビュービデオマガジン プチデビュー No.7（1993年、笠倉出版社、ISBN 4-7730-3457-2）

### 写真集
- のむらゆみ写真集 another（1993年、ぶんか社、ISBN 4-8211-2008-9）